# Spinderella
Spinderella — дитяча настільна гра, розроблена Роберто Фрага. Гра для двох-чотирьох гравців тривалістю близько 30 хвилин вийшла у 2015 році у видавництві Zoch Verlag і того ж року здобула премію Kinderspiel des Jahres та Deutscher Kinderspielepreis.

## Тема та комплектація
У грі потрібно провести мурах по доріжці до фінішу, уникаючи павучих пасток, які ставить павучиха «Spinderella», що спускається вниз на павутині і керується її братами «Роберто» та «Клаусом».
Комплектація гри:
- тривимірне ігрове поле, на нижньому рівні якого розміщена доріжка для мурах, а на верхньому — павутиння. На чотирьох кутах є пластикові колони у вигляді дерев.
- 12 фішок мурах чотирьох кольорів (по три на колір)
- 1 фішка «Кора»
- 1 зелений кубик із зображеннями
- 1 кубик мурах
- 1 кубик павуків
- 2 павуки без павутиння («Роберто» і «Клаус»)
- 1 павук «Spinderella» на магнітному кріпленні
- 6 експедиційних карток
- 4 картки керування павуками

## Ігровий процес
Після того, як ігрове поле зібрано, кожен гравець вибирає колір і отримує відповідні фішки мурах. Мурахи розміщуються на стартовому полі, а три кубики кладуться поруч із полем. Павуки «Роберто» та «Клаус» розташовуються на верхньому рівні, а «Spinderella» підвішується під павутинням на магнітному кріпленні.
Гра відбувається по черзі: кожен гравець кидає всі три кубики і виконує хід згідно з результатами. Зелений кубик із зображеннями визначає, чи може гравець переміщати павуків, мурах чи фішку «Кора». Білий павучий кубик визначає, на скільки полів можна пересунути павуків, а коричневий кубик мурах — скільки кроків роблять мурахи.
Якщо на зеленому кубику випадає мураха, гравець може пересунути одну зі своїх фішок на кількість полів, яку показав кубик мурах. Якщо хід закінчується на фішці іншої мурахи або на фішці «Кора» (під якою може бути мураха), гравець розміщує свою фішку на них. Якщо потрібно перемістити мураху з іншими фішками на ній, всі вони пересуваються разом.
Якщо випадає павук, гравець переміщує братів-павуків «Роберто» та «Клаус» на верхньому рівні, що також рухає «Spinderella». Білий павучий кубик показує, на скільки полів можна рухати павуків, і ці кроки можна розподілити між обома. Заборонено переміщати їх назад або допускати між ними відстань більше ніж два червоних пункти. Якщо «Spinderella» опускається на мураху або хід закінчується під нею, мураха притягується магнітом і вважається спійманою. Спіймана мураха повертається на стартове поле. Якщо це була фішка суперника, гравець отримує додатковий хід для своєї мурахи. Після цього павуки «Роберто» та «Клаус» повертаються на свої місця.
Якщо зелений кубик показує листок, гравець повинен пересунути фішку «Кора», а також одну мураху чи павуків відповідно до результатів кубика. Фішка «Кора» розміщується на будь-яке поле з однією або двома мурахами. Ці мурахи будуть захищені від павуків, але не зможуть рухатися, поки «Кора» не зрушить у наступних ходах.
Переможцем стає той гравець, який першим доведе трьох своїх мурах до фінішу.

## Відгуки
Гру «Spinderella» розробив Роберто Фрага, і вона здобула нагороди Kinderspiel des Jahres у 2015 році  та Deutscher Kinderspielepreis того ж року. Журі премії «Kinderspiel des Jahres» описує гру як «незвичайну тривимірну гру, яка завдяки вдалій суміші удачі і тактики викликає багато емоцій навіть у старших гравців». Brettspiele-magazin.de вважає її «гідним переможцем і наступником минулорічного лауреата «Ghost Fightin' Treasure Hunters» та виділяє двоповерхове ігрове поле як новаторське рішення, що поєднує елементи різних відомих дитячих ігор.